# Gustaf Adolf (1906–1947)
Gustaf Adolf Oscar Fredrik Arthur Edmund, inom familjen kallad Edmund, född 22 april 1906 på Stockholms slott, död 26 januari 1947 i en flygolycka på Kastrups flygplats utanför Köpenhamn, var arvprins av Sverige och hertig av Västerbotten. Han var far till Sveriges kung Carl XVI Gustaf.

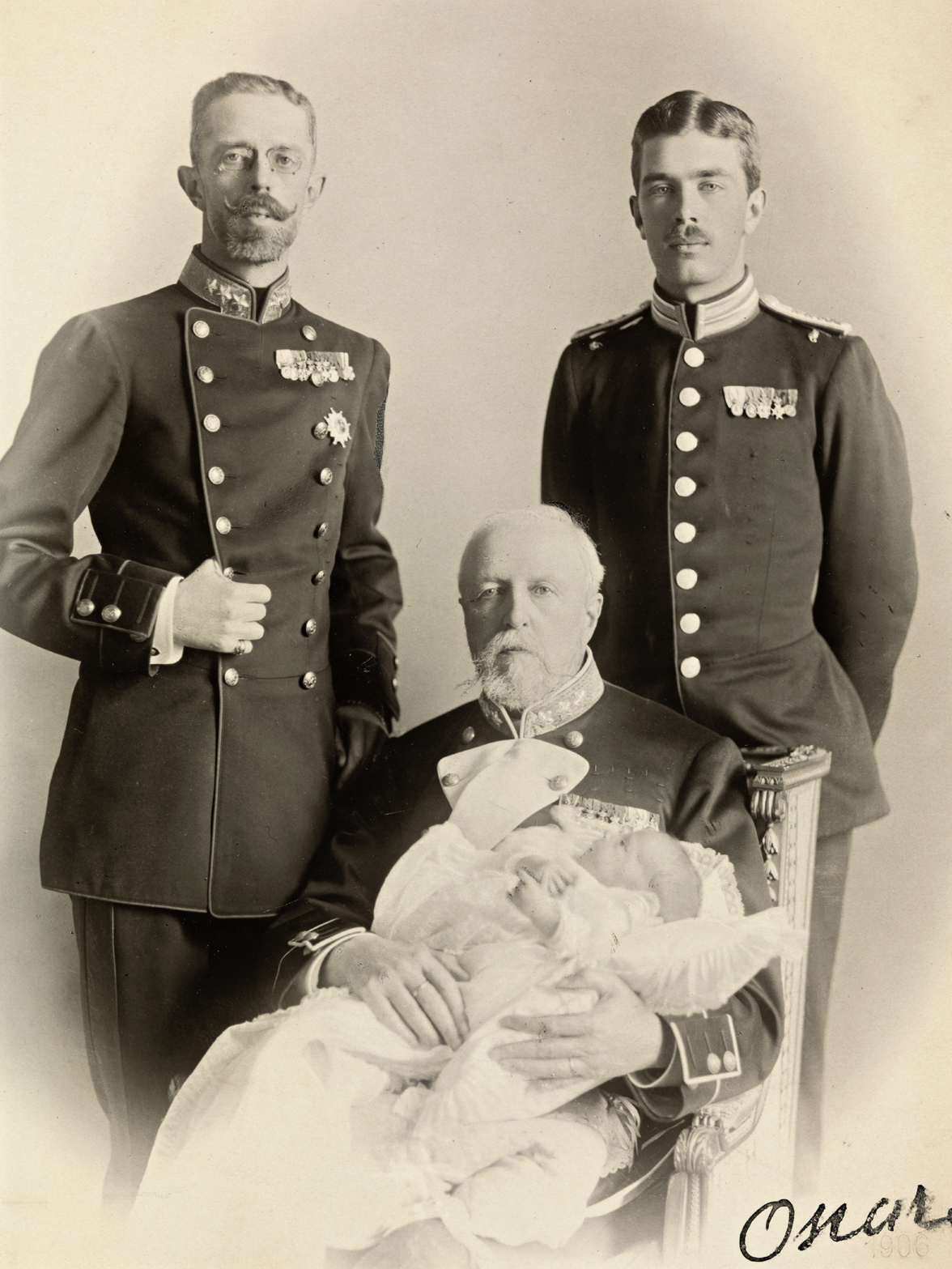
Fyra generationer med Gustaf Adolf i Oscar IIs famn.

## Uppväxt

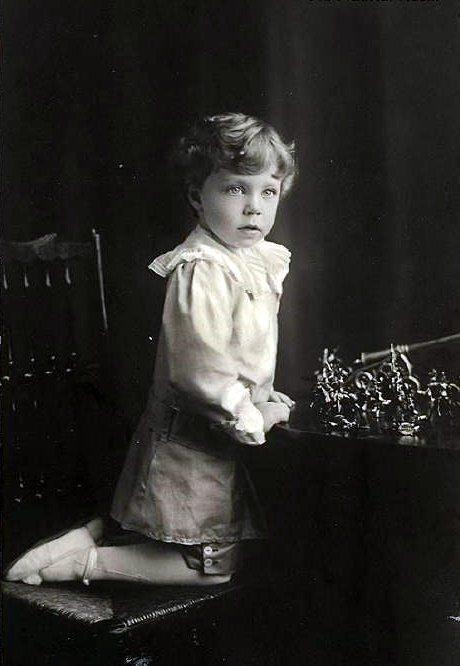
Prins Gustaf Adolf 1909.

Gustaf Adolf föddes på Stockholms slott den 22 april 1906 kl. 23.10, som äldste son till hertigen och hertiginnan av Skåne, arvprins Gustaf Adolf och hans hustru prinsessan Margareta. Året därpå blev fadern kronprins, då kung Oscar II avled. Prins Gustaf Adolf, som erhöll titeln hertig av Västerbotten, fick senare syskonen prins Sigvard, prinsessan Ingrid, prins Bertil och prins Carl Johan.
Han växte upp i den nordvästra flygeln på Stockholms slott, som föräldrarna låtit rusta upp och modernisera. Tillsammans med sina syskon Sigvard, Ingrid, Bertil och Carl Johan och utvalda skolkamrater fick han sin första skolundervisning i en trygg miljö på slottet i Stockholm. Eftersom modern var engelska, blev engelska prinsens modersmål vid sidan av svenska. Av henne ärvde han också sitt sportintresse och sociala ansvarstagande. På somrarna vistades prins Gustaf Adolf tillsammans med sina syskon på Sofiero slott utanför Helsingborg och på Bagshot Park i sydvästra England hos sina morföräldrar, prins Arthur, hertig av Connaught och Strathearn och hans hustru Luise Margarete av Preussen. Morfadern var son till drottning Victoria av Storbritannien.
Då prins Gustaf Adolf var i tolvårsåldern ansåg föräldrarna att han skulle få en utbildning som passade hans personlighet. Han började på den privata internatskolan Lundsbergs skola, norr om Kristinehamn i Värmland. Där var utbildningen inspirerad av de idéer som låg till grund för de engelska internatskolorna. Utbildningen vid Lundsberg byggde på en kombination av traditionell undervisning och fysisk aktivitet. Skolan med de nya kamraterna passade prinsen utmärkt, eftersom han i hög grad var en friluftsmänniska och idrottsman. I både fäktning och ridning blev han mycket framgångsrik. Tre gånger blev Gustaf Adolf svensk mästare i sabelfäktning och i de Olympiska spelen 1936 i Berlin blev han uttagen till ryttartävlingarna. Han tävlade med hästen Aida, men blev utan placering i individuell hoppning sedan hästen vägrat vid ett av hindren.
När prins Gustaf Adolf var fjorton år avled hans mor oväntat 1920 vid 38 års ålder. Hennes hovdamer Stina Reuterswärd och Stina von Stockenström fick då större ansvar för barnen. Förlusten av modern tog prinsen mycket hårt. Han var vid dödsfallet sjuk och gjorde ett årslångt uppehåll i sin skolgång. Under den tiden utvecklade han ett allvar och en blyghet, som han vid sidan av pliktkänslan var omtalad för. Fadern gifte om sig 1923 med lady Louise Mountbatten, dotter till moderns kusin Viktoria av Hessen-Darmstadt och syssling till kronprinsens barn. Efter faderns omgifte flyttade familjen till Ulriksdals slott våren 1925. Somrarna tillbringade han under hela uppväxten på Sofiero slott, vars park och blomsteranläggningar föräldrarna låtit iordningställa.
22 april 1924 blev Gustaf Adolf myndig och fick den 14 november samma år för första gången tjänstgöra som regent, då både farfadern och fadern befann sig utomlands. Det var första gången som sonen till en tronföljare innehaft regentskap i Sverige, då den författningsbestämmelse som medgav det kom till först 1909 och då prins Gustaf Adolf först 1924 blev myndig.
Eftersom modern var brittisk prinsessa vistades prins Gustaf Adolf och hans syskon ofta i Storbritannien. Under ett bröllop i London 1931 träffade Gustaf Adolf för första gången sin blivande hustru, prinsessan Sibylla av Sachsen-Coburg-Gotha. Hennes far Karl Edvard var tidigare hertig över det lilla hertigdömet Sachsen-Coburg-Gotha men var också född brittisk prins och barnbarn till drottning Victoria; den brittiska grenen av familjen hade 1917 bytt namn till huset Windsor eftersom det under första världskriget var problematiskt att det brittiska kungahuset hade ett tyskklingande namn. Karl Edvard var också riksdagsledamot för det tyska nazistpartiet.

## Familj
Den 16 juni 1932 eklaterades trolovningen mellan prins Gustaf Adolf och Sibylla av Sachsen-Coburg-Gotha. De båda förlovade sig på slottet Schloss Callenberg utanför Beiersdorf bei Coburg, en stadsdel i Coburg i Bayern. Paret vigdes borgerligt den 19 oktober och kyrkligt den 20 oktober 1932 i Moritzkyrkan i Sibyllas hemstad Coburg. Vid bröllopet utvecklades stor pompa och ståt. Sextiosju kungligheter och furstligheter närvarade.

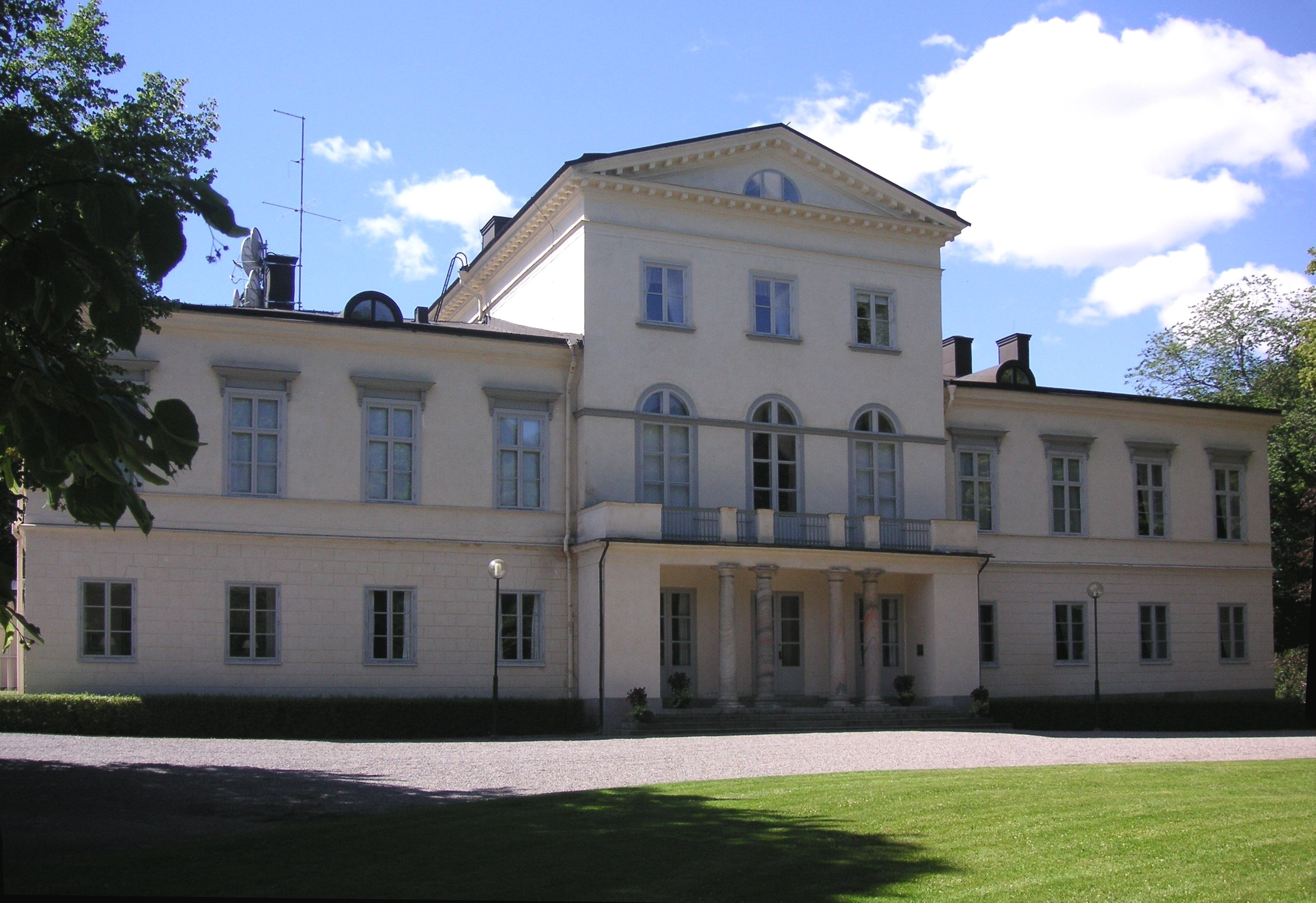
Haga slott i Hagaparken.

Tillsammans fick Gustaf Adolf och Sibylla fem barn: Margaretha (född 1934), Birgitta (1937–2024), Désirée (född 1938), Christina (född 1943) och Carl Gustaf (född 1946). Familjen var bosatt på Haga slott. Under åren 1932–1934 genomgick Haga slott en helrenovering både invändigt och utvändigt för att bli  en modern bostad åt prins Gustaf Adolf och prinsessan Sibylla och på Haga föddes alla deras fem barn. Den omfattande renoveringen präglades av de nya enkla arkitekturideal, som med funktionalismen hade kommit till Sverige på 1930-talet. Till sin hovchef utsåg prins Gustaf Adolf en äldre släkting och mycket god vän, greve Folke Bernadotte. De båda hade flera gemensamma intressen, bland annat scoutrörelsen och hästsporten. Eftersom Sibylla livet ut hade problem att lära sig svenska, talade makarna i regel engelska med varandra hemma.

## Utbildning och hedersuppdrag
Efter skolgången på Lundsbergs skola 1918–1924 och studentexamen på Stockholms slott den 11 maj 1925 inledde Gustaf Adolf sin militära karriär och gick in i kavalleriet. Han genomgick därefter officersutbildning och aspirantskola, Karlberg, och blev löjtnant vid Svea Livgarde efter utbildning vid Arméns rid- och körskola på Strömsholm. Han avlade officersexamen vid Karlberg i december 1927 och genomgick sedan Krigshögskolan då han blev kapten och ryttmästare vid Livregementet till häst. Gustaf Adolf ägnade sig därefter åt trupptjänst. Prins Gustaf Adolf trivdes bra med utbildningen där, men han gjorde ett avbrott för studier vid Uppsala universitet 1929 som förberedelser till hans kommande uppgifter som kronprins och kung. Han studerade statskunskap, nationalekonomi, statsrätt, tyska, franska och historia vid Uppsala universitet för lärare som Halvar Sundberg och Carl-Axel Reuterskiöld. Läraren i nationalekonomi var den unge licentiaten Dag Hammarskjöld. Därefter följde Handelshögskolan i Stockholm och studier i ekonomi, industriella och samhällsvetenskapliga ämnen, blandat med praktik. Under en vistelse i Wien 1930 följde han en utbildning vid hovridskolan.
Prinsens naturintresse och hans ledaregenskaper ledde till att han 1932 utsågs till ordförande i Svenska Scoutunionen (SSU). Scouting låg honom varmt om hjärtat. Bland hedersuppdrag och ordförandeskap kan nämnas ordförandeskap i den internationella scoutkommittén 1932, Sveriges Olympiska Kommitté (SOK), där han var ordförande 1933–1947, Riksidrottsförbundet (RF), där han var ordförande 1933–1947, Svenska Jägareförbundet, där han blev ordförande 1939, Kungliga svenska aeroklubben (KSAK), där han var organisationens beskyddare, och Sveriges ungdoms beredskaps centralråd, samt svensk hedersledamot i Kungliga Vetenskapsakademien och Kungliga Krigsvetenskapsakademien.

## Tjänster i armén under andra världskriget

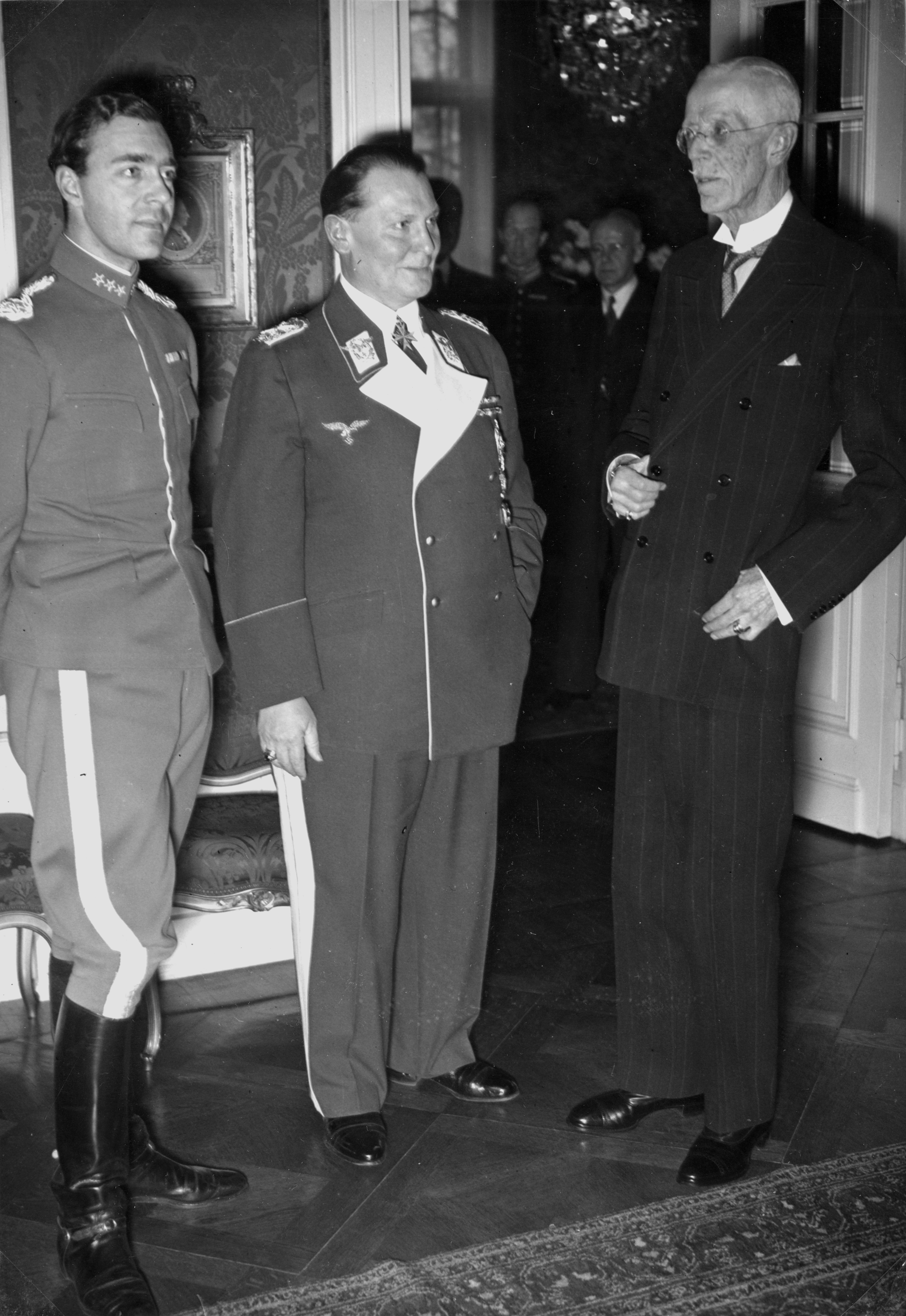
Prins Gustaf Adolf, Hermann Göring och Gustaf V i februari 1939. Bilden är tagen i samband med att den svenske kungen passerade Berlin på genomresa till Nice i Frankrike. Prins Gustaf Adolf, som vid tidpunkten befann sig i Berlin för ett idrottsevenemang passade på att träffa sin farfar samtidigt som Göring, som representant för den tyska regeringen, officiellt uppvaktade den genomresande statschefen.

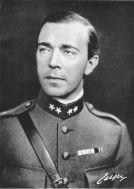
Gustaf Adolf i arméuniform

Under beredskapsåren var hans tjänst förlagd till Försvarsstaben och han var chef över XIII. Kavalleribataljonen under dess tjänstgöring i Värmland 1941–42. Han medverkade i utarbetandet av ordern om ”motstånd i alla lägen” 1942, och skrev utkastet till Om kriget kommer 1943 som skickades ut till svenska hushåll. År 1944 var han chef för stabens arméavdelning, som präglades av ett intensivt arbete för att stödja frivilliga norska och danska förband som fanns i Sverige, de så kallade polistrupperna. Detta arbete lade han ner sin själ i, och kämpade aktivt för banden och lojaliteten mellan de nordiska folken. Hans uppgift som arvprins var dock att följa den neutralitetspolitik som statsminister Per Albin Hansson utfärdat under andra världskrigets första dagar.

### Politisk hållning under kriget
Uppgifterna i samtida källor om prinsens politiska uppfattning i olika frågor är mycket få. Kungahuset var generellt engelskorienterat och hade sympatier med USA, men känslorna delades inte av Gustaf V. Om prins Gustaf Adolf var tyskorienterad, kände inte statsrådet Karl Gustaf Westman till det 1941.

## Idrottsframgångar
Prinsen var mycket aktiv som skytt och roddare under internattiden på Lundsberg och under kadettiden på Karlberg utmärkte han sig vid flera tillfällen som en mycket god skidåkare. Han fortsatte under hela skoltiden att intressera sig för hästsport. Gustaf Adolf vann fälttävlan i de nordiska ryttartävlingarna i Oslo 1929; sammanlagt tio hinderlöpningar under fyra säsonger samt sextio hederspris. 1929–1938 vann han tre fälttävlan, tre dressyrtävlan, och tio hopptävlan. Han var dessutom en framstående steeplechaseryttare. 1930–1931 var han scholar på Spanska ridskolan i Wien tillsammans med adjutant Ernst Linder.[källa behövs] Han ingick med hästen Aida i den svenska ryttartruppen i banhoppning under OS 1936, men ekipaget slutade utan placering.
I sitt nya hemland uppträdde prinsessan Sibylla redan efter några dagar som prisutdelare i en fäkttävling, assisterad av prinsessan Ingrid. Fäktning hade han börjat med under tiden vid universitetet och fäktning tillhörde prins Gustaf Adolfs favoritsporter. Han tillhörde den svenska eliten i fäktning med sabel och värja och blev svensk mästare individuellt tre gånger (SM-guld i sabel 1936, 1937 och 1940), och i lag också tre gånger, samt var en duktig skidlöpare. Han tog vidare guldmärke i såväl skytte som friidrott och militär idrott. Gustaf Adolf kunde i sin idrottsutövning kombinera sport med sitt intresse för friluftsliv. Räknat i priser och utmärkelser är han alltjämt den mest framstående idrottsmannen bland svenska kungligheter.

## Andra fritidsintressen
Utöver idrott var prins Gustaf Adolf intresserad av musik. Han lyssnade ofta på musik av Ludwig van Beethoven, César Franck och Gustav Mahler men även på amerikanska spirituals. Gustaf VI Adolfs handsekreterare Carl-Fredrik Palmstierna har i sina memoarer berättat hur prinsen under sina besök i London kunde sitta i timmar i lyssnarbåsen på His Master’s Voices butik på Regent Street och lyssna på den senare musiktypen tillsammans med sin syster prinsessan Ingrid.
Prinsen var också intresserad av trädgårdsskötsel och av friluftsaktiviteter. Han var bland annat, liksom senare hans son, engagerad i scoutrörelsen och var Svenska Scoutunionens (SSU) (nuvarande Scouternas) första ordförande från starten 1930 till sin död 1947. Efter hans död inrättades 1947, samma år som han avled, också det efter honom döpta Gustaf Adolfs-märket, som idag är, efter Silvervargen, den svenska scoutrörelsens högsta utmärkelse. Principerna för utdelning av märket utarbetades 1947 av prinsens änka Prinsessan Sibylla. Märket bärs, liksom övriga scoutmärken, till scoutuniform, men inte till högtidsdräkt. Gustaf Adolfs-märket består av Prins Gustaf Adolfs krönta namnchiffer i en granriskrans med liljan, utfört i förgyllt silver. Kan tilldelas aktiv ledare för synnerligen förtjänstfulla insatser för scoutrörelsen på minst distriktsnivå. Idag utdelas GA märket av Scouterna.
Prins Gustaf Adolf var även frimurare. Han inträdde i Svenska Frimurare Orden (SFMO) 1929 och utnämndes 1934 till ordens högsta grad, riddare och kommendör med röda korset.

## Död

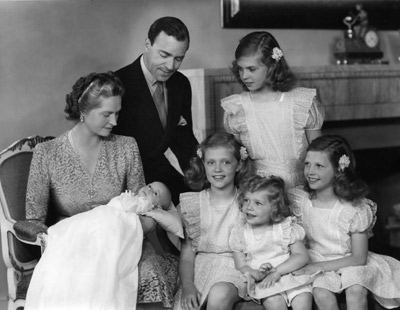
Prins Gustaf Adolf omkom när Carl Gustaf var ungefär 9 månader gammal, inte lång tid efter att denna bild togs i vardagsrummet på Haga slott.

Den 26 januari 1947 var Gustaf Adolf tillsammans med sin adjutant, greve Albert Stenbock på väg hem till Stockholm efter en vildsvinsjakt hos prins Bernhard av Nederländerna på Palais Soestdijk i Holland. Den Douglas DC-3 från KLM som de färdades i havererade kort efter en mellanlandning på Kastrups flygplats utanför Köpenhamn, och Gustaf Adolf och Stenbock samt de andra 20 ombordvarande omkom i flygolyckan.

### Begravning
Jordfästningen förrättades i Storkyrkan den 4 februari. Processionen därifrån bevittnades av 100 000 personer, och 12 000 scouter deltog med facklor. Gustaf Adolf gravsattes på Kungliga begravningsplatsen.

### Eftermäle
I sin minnesteckning över Gustaf Adolf skrev generalmajor Carl August Ehrensvärd den 27 januari i Svenska Dagbladet: ”... han var en god svensk man. Ära. Skyldighet. Vilja. De orden karakteriserar honom bäst”. Greve Folke Bernadotte uttalade sig i samma tidning med anledning av bortgången: ”Han sparade sig aldrig, var aldrig rädd om sin värdighet, för oss förblev han alltid en scout bland scouter”. I Dagens Nyheter hyllade tecknaren Rit-Ola den avlidne med ett stramt porträtt iförd fäktardräkt och rubriken En idrottsman är död.
Tage Erlander antydde i sina dagboksanteckningar från dagarna efter dödsfallet att det uppfattades som en händelse som i förlängningen kunde leda till slutet för monarkin i Sverige, eftersom det var osäkert om kronprins Gustaf (VI) Adolf skulle leva så länge att sonsonen, endast åtta månader gammal, skulle hinna bli myndig under dennes livstid; en förmyndarregent ansågs inte som ett tidsenligt alternativ. Erlander antecknade att han var mycket imponerad av Gustaf V:s värdiga sätt att bära sorgen och ändå upprätthålla sina plikter som kung, trots att han "naturligtvis inser vad detta kan betyda".

## Barn
Barn med Sibylla av Sachsen-Coburg-Gotha:
1. Margaretha (född 1934), gift 1964 med John Ambler (1924–2008)
2. Birgitta (1937–2024), gift 1961 med Johann Georg av Hohenzollern-Sigmaringen (1932–2016)
3. Désirée (född 1938), gift 1964 med Niclas Silfverschiöld (1934–2017)
4. Christina (född 1943), gift 1974 med Tord Magnusson (född 1941)
5. Carl Gustaf (född 1946), Sveriges kronprins 1950–1973, Sveriges kung sedan 15 september 1973, gift 1976 med Silvia Sommerlath (född 1943)

## Titulatur och utmärkelser

### Titulatur
Gustaf Adolfs fullständiga titel var: Hans Kunglig Höghet Gustaf Adolf Oscar Fredrik Arthur Edmund, Sveriges Arvfurste, Hertig av Västerbotten.

### Utmärkelser

#### Svenska utmärkelser
- Riddare och kommendör av Kungl. Maj:ts orden från födseln, däri innefattande följande värdigheter:
  -   Riddare av Serafimerorden,från födseln.
  -   Kommendör med stora korset av Kungliga Svärdsorden, från födseln.
  -   Kommendör med stora korset av Nordstjärneorden, från födseln.
- Riddare av Carl XIII:s orden.[10]
- Konung Oscar II:s och Drottning Sofias guldbröllopsminnestecken, 1907.[11]
- Konung Gustaf V:s jubileumsminnestecken med anledning av 70-årsdagen, 25 maj 1928.[11]
- Kronprins Gustafs och Kronprinsessan Victorias silverbröllopsmedalj, 1906.[11]

#### Utländska utmärkelser
- Belgiska Leopoldsorden.[11]
- Riddare av Danska Elefantorden.[11]
- Estniska Örnkorset.[11]
- Finlands Vita Ros’ orden.[11]
- Första klassen av Frihetskorsets orden med svärd, eklöv och stjärna.[11]
- Nederländska Lejonorden.[11]
- Norska Sankt Olavs orden med kedja.[11]
- Sachsen-Ernestinska husorden.[11]
- Brittiska Victoriaorden.[11]
- Ungerska förtjänstorden.[11]
- Brittisk Kröningsmedalj.[11]

## Hovstat
Gustaf Adolf hade en egen hovstat, som låg under Kungliga Hovstaterna. Hans hovstat omfattade en kammarherre och en kamrerare.

### Kammarherrar
- 1940–1947: Friherre Oscar Magnus af Ugglas

### Kamrerare
- 1935–1947 Carl-Eric Sixten Ekstrand

## Stab och adjutanter
Prins Gustaf Adolf hade en grupp adjutanter (kunglig stab) för att hjälpa honom i sina militära uppdrag. 1947 utgjorde dessa 14 till antalet:
- Överste Erik Sellin: sedan 1931.
- Överstelöjtnant Carl Axel Grewell: sedan 1933.
- Överstelöjtnant Axel Emil Bancroft Flach: sedan 1931.
- Kommendörkapten Friherre Oscar Magnus af Ugglas: sedan 1931.
- Kommendörkapten Friherre Bror Fredrik Carl Ramel: sedan 1938.
- Överstelöjtnant Bo Sigfrid Gabriel Lindman: sedan 1931.
- Överstelöjtnant Stig Wennerström: sedan 1938.
- Major Malcolm Murray: sedan 1929.
- Major Swen Pontus Emil Lagerberg: sedan 1942.
- Major Sven Thofelt: sedan 1938.
- Major Nils Christian Rabe: sedan 1933.
- Major Greve Björn Axelsson Hamilton: sedan 1936.
- Kapten August Lennart Cassler: sedan 1938.
- Kapten Sigurd Sverker Marell: sedan 1946.
- Kapten Agne Wärnsund: sedan 1946

Utöver dessa fanns två stycken adjutanter som var tjänstfria respektive vaktfria:
- Generalmajor Åge Lundström: adjutant sedan 1929; tjänstfri.
- Major greve Folke Bernadotte: adjutant sedan 1941; vaktfri.

## Referenser

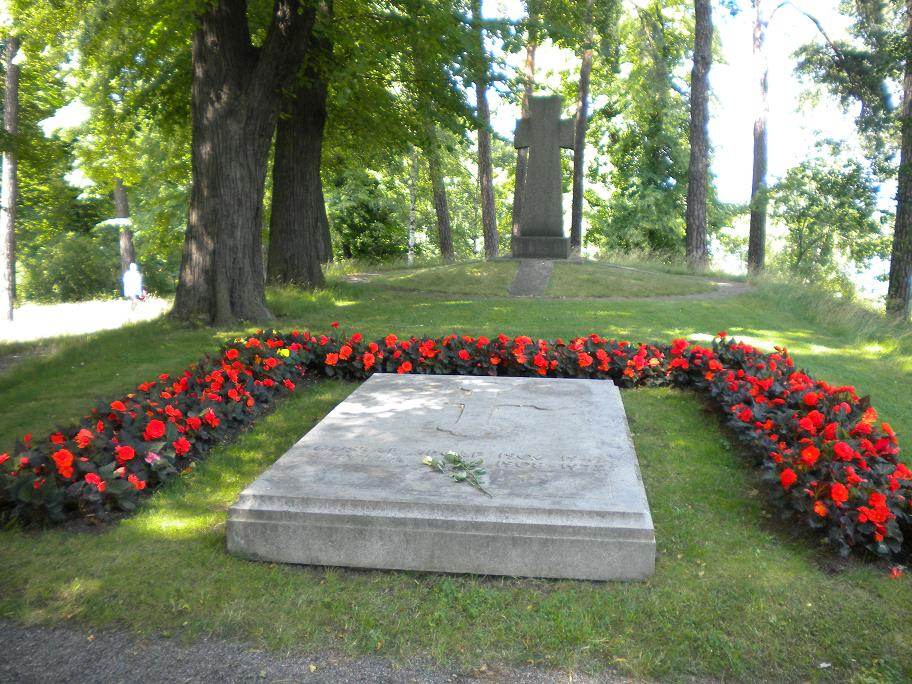
Gustaf Adolfs och Sibyllas grav på Kungliga begravningsplatsen.

## Anfäder
|                    |  |  |  |  |  |  |  |                                     |  |  |  |  |  |  |  |                                                             |  |  |  |  |  |  |  | Kung Oscar II av Sverige och Norge                                  |
|                    |  |  |  |  |  |  |  |                                     |  |  |  |  |  |  |  |                                                             |  |  |  |  |  |  |  |                                                                     |
|                    |  |  |  |  |  |  |  |                                     |  |  |  |  |  |  |  | Kung Gustaf V av Sverige                                    |  |  |  |  |  |  |  |                                                                     |
|                    |  |  |  |  |  |  |  |                                     |  |  |  |  |  |  |  |                                                             |  |  |  |  |  |  |  |                                                                     |
|                    |  |  |  |  |  |  |  |                                     |  |  |  |  |  |  |  |                                                             |  |  |  |  |  |  |  | Drottning Sophia av Sverige och Norge                               |
|                    |  |  |  |  |  |  |  |                                     |  |  |  |  |  |  |  |                                                             |  |  |  |  |  |  |  |                                                                     |
|                    |  |  |  |  |  |  |  | Kung Gustaf VI Adolf av Sverige     |  |  |  |  |  |  |  |                                                             |  |  |  |  |  |  |  |                                                                     |
|                    |  |  |  |  |  |  |  |                                     |  |  |  |  |  |  |  |                                                             |  |  |  |  |  |  |  |                                                                     |
|                    |  |  |  |  |  |  |  |                                     |  |  |  |  |  |  |  |                                                             |  |  |  |  |  |  |  | Storhertig Friedrich I av Baden                                     |
|                    |  |  |  |  |  |  |  |                                     |  |  |  |  |  |  |  |                                                             |  |  |  |  |  |  |  |                                                                     |
|                    |  |  |  |  |  |  |  |                                     |  |  |  |  |  |  |  | Drottning Victoria av Sverige                               |  |  |  |  |  |  |  |                                                                     |
|                    |  |  |  |  |  |  |  |                                     |  |  |  |  |  |  |  |                                                             |  |  |  |  |  |  |  |                                                                     |
|                    |  |  |  |  |  |  |  |                                     |  |  |  |  |  |  |  |                                                             |  |  |  |  |  |  |  | Prinsessan Luise av Preussen                                        |
|                    |  |  |  |  |  |  |  |                                     |  |  |  |  |  |  |  |                                                             |  |  |  |  |  |  |  |                                                                     |
| Prins Gustaf Adolf |  |  |  |  |  |  |  |                                     |  |  |  |  |  |  |  |                                                             |  |  |  |  |  |  |  |                                                                     |
|                    |  |  |  |  |  |  |  |                                     |  |  |  |  |  |  |  |                                                             |  |  |  |  |  |  |  | Prins Albert av Sachsen-Coburg-Gotha                                |
|                    |  |  |  |  |  |  |  |                                     |  |  |  |  |  |  |  |                                                             |  |  |  |  |  |  |  |                                                                     |
|                    |  |  |  |  |  |  |  |                                     |  |  |  |  |  |  |  | Arthur, hertig av Connaught, prins av Storbritannien-Irland |  |  |  |  |  |  |  |                                                                     |
|                    |  |  |  |  |  |  |  |                                     |  |  |  |  |  |  |  |                                                             |  |  |  |  |  |  |  |                                                                     |
|                    |  |  |  |  |  |  |  |                                     |  |  |  |  |  |  |  |                                                             |  |  |  |  |  |  |  | Drottning Victoria I av Storbritannien-Irland, kejsarinna av Indien |
|                    |  |  |  |  |  |  |  |                                     |  |  |  |  |  |  |  |                                                             |  |  |  |  |  |  |  |                                                                     |
|                    |  |  |  |  |  |  |  | Kronprinsessan Margareta av Sverige |  |  |  |  |  |  |  |                                                             |  |  |  |  |  |  |  |                                                                     |
|                    |  |  |  |  |  |  |  |                                     |  |  |  |  |  |  |  |                                                             |  |  |  |  |  |  |  |                                                                     |
|                    |  |  |  |  |  |  |  |                                     |  |  |  |  |  |  |  |                                                             |  |  |  |  |  |  |  | Prins Friedrich Karl av Preussen                                    |
|                    |  |  |  |  |  |  |  |                                     |  |  |  |  |  |  |  |                                                             |  |  |  |  |  |  |  |                                                                     |
|                    |  |  |  |  |  |  |  |                                     |  |  |  |  |  |  |  | Prinsessan Luise Margarete av Preussen                      |  |  |  |  |  |  |  |                                                                     |
|                    |  |  |  |  |  |  |  |                                     |  |  |  |  |  |  |  |                                                             |  |  |  |  |  |  |  |                                                                     |
|                    |  |  |  |  |  |  |  |                                     |  |  |  |  |  |  |  |                                                             |  |  |  |  |  |  |  | Prinsessan Maria Anna av Anhalt-Dessau                              |
|                    |  |  |  |  |  |  |  |                                     |  |  |  |  |  |  |  |                                                             |  |  |  |  |  |  |  |                                                                     |